# Otsuki
Otsuki (大月市, Ōtsuki-shi) is een stad in de prefectuur Yamanashi, Japan. Begin 2014 telde de stad 26.400 inwoners. Otsuki maakt deel uit van de metropool Groot-Tokio.

## Geschiedenis
Op 8 augustus 1954 werd Otsuki benoemd tot stad (shi). Archeologische vondsten tonen aan dat ten tijde van de Jomonperiode er al nederzettingen waren.
Steden:
Chuo · Fuefuki · Fujiyoshida · Hokuto · Kai · Kofu (hoofdstad) · Koshu · Minami-Alps · Nirasaki · Otsuki · Tsuru · Uenohara · Yamanashi

Districten:
Kitatsuru · Minamikoma · Minamitsuru · Nishiyatsushiro · Nakakoma
Gemeenten per district